# Наследственный фиброматоз дёсен
Фиброматоз дёсен — генетически обусловленное заболевание дёсен, проявляющееся в чрезмерном разрастании десны.

## Этиология и клиника
Заболевание носит доминантный характер, но встречаются и рецессивые формы. Чаще всего встречается у взрослых. Если имеет наследственную форму, то чаще проявляется на 1 и 10 годах. В основном протекает на отдельной группе зубов, но встречается и поражение всей десны.
Протекает медленно. На десне появляются плотные образования, не выделяющиеся по цвету и безболезненные в основном на передних зубах. Коронки зубов закрываются вплоть до двух третей, реже полностью.
Может препятствовать выпадению временных (молочных) зубов и прорастание коренных. Грозит остеопорозом и разрушением межзубных перегородок. Явление определяется только рентгенологически.

## Лечение
На данный момент лечение только хирургическое. При патологии на группах временных зубов их следует удалять. По сообщению «American Journal of Human Genetics» найден ген, ответственный за эту патологию. Его название SOS1. Мутация именно этого гена приводит к фиброматозу. Возможно в ближайшее время можно ожидать способа нехирургического лечения фиброматоза.
Важно не путать фиброматоз с другими заболеваниями десен. Необходимо провести гистологическое исследование. Фиброматоз также следует дифференцировать с нарушениями, связанными с гормональным фоном.